# Cutremurul din China (2008)
Cutremurul din China din anul 2008 a avut loc la 12 mai în jurul orei locale 14:28 (9:28 ora României), în provincia Sichuan, a avut o magnitudine de 7,9 grade pe scara Richter și a cauzat moartea a 69.195 de persoane și dispariția altor 18.392. Cutremurul a avut loc la mai puțin de trei luni inaintea Jocurilor Olimipice din China.

## Efect catalizator
Cercetătorii chinezi ai Institutului de Geologie din Sichuan consideră că presiunea exercitată asupra unei zone seismice, de apa comasată în rezervorul barajului Zipingpu din sud-vestul provinciei Sichuan, ar putea fi cauza dezastrului tectonic ce a dus la uciderea și dispariția a peste 87.000 de chinezi, în 2008. Zipingpu, un baraj înalt de 155 metri și rezervorul său, cu o capacitate de stocare de până la 38.5 milioane metri cubi de apă, este localizat la numai 5 kilometri de epicentrul cutremurului. Rezervorul Zipingpu a fost construit chiar deasupra unei regiuni cu mare potențial seismic, deci este foarte probabil că el să fi avut un impact puternic asupra acestei falii, a declarat Fân Xiao, inginer-șef al Biroului Public de Geologie și Minerale din Sichuan.